# Джорович, Горан
Го́ран Джо́рович (серб. Горан Ђоровић / Goran Đorović; 11 ноября 1971, Приштина, СФРЮ) — сербский футболист, игравший на позиции защитника; тренер.

## Карьера

### Клубная
Уроженец Приштины, Джорович начинал свою карьеру в одноимённой команде. В 1993 году, в разгар гражданской войны, Джорович уехал из Косово и подписал контракт с «Црвеной Звездой», в составе которой отыграл ровно 100 матчей и забил 2 гола. В 1997 году, в возрасте 26 лет, он отправился в Испанию, где и провёл остаток футбольной карьеры.
Первым его испанским клубом стала «Сельта» из Виго, в составе которой он провёл также ровно сотню игр и забил 5 мячей. Несмотря на интерес «Сампдории» и «Арсенала», Джорович не покинул состав «Сельты» и отыграл до 2001 года. Вскоре он подписал контракт с «Депортиво Ла-Корунья», но сыграл там всего 11 матчей из-за участившихся травм. В год он получал зарплату более 2 миллионов евро. В сезоне 2003/04 на правах аренды играл в «Эльче», но провёл всего 15 игр. По окончании сезона 2003/04 завершил карьеру.

### В сборной
23 декабря 1994 в Порту-Алегри дебютировал в сборной в матче против Бразилии (0:2), выйдя на замену во втором тайме. Всего провёл 49 встреч, полностью отыграл все матчи на чемпионате мира 1998 года, а также выступил на Евро-2000. В обеих случаях сборная покинула турнир на первой стадии плей-офф.

## Личная жизнь
Есть брат Зоран, который выступал в испанском чемпионате.